# Ен-Насирія
Ен-Насирі́я, Насирія (араб. الناصرية‎‎) — місто в Іраку, столиця мухафази Ді-Кар. Розташоване за 370 км на південний схід від Багдаду на березі річки Євфрат.
Населення міста становить 560 200 осіб (оцінка 2003), що робить його четвертим по величині містом Іраку після Багдада, Басри та Мосула. Неподалік від міста лежать руїни древніх шумерських міст Ур і Ларса.
Ен-Насирія є районним торговельним центром, навколишні землі використовуються для зрошуваного землеробства — вирощуються фініки, бавовник, рис і зернові культури.

## Історія
Місто засноване в 1840 шейхом Насиром Садуном з племінного союзу Аль-Мунтафік. У роки Першої світової війни в результаті битви, у якій загинули 533 британці та мінімум стільки ж турків, Ен-Насирія була захоплена Великою Британією в Османської імперії.
У ході вторгнення до Іраку в 2003 в Насирії сталася одна з перших великих битв.
На даний час поряд з містом знаходиться американська військова авіабаза Алі.